# Giovanni Bruzzo
Pour les articles homonymes, voir Bruzzo.
Giovanni Bruzzo (Gênes, 15 août 1824 - Turin, 28 juillet 1900) est un général et un homme politique italien. 
Il est sénateur du royaume d'Italie à partir de 1878 dans la XIIIe législature, et ministre de la Guerre dans le premier gouvernement Cairoli.

## Biographie
Il est né à Gênes le 15 août 1824 de Lorenzo Bruzzo et Francesca Profumo. 
Il suit une scolarité dans une école militaire, l'école militaire : l'Académie militaire de Turin du 3 juillet 1835 jusqu'en 1842.
Bruzzo est nommé par le roi Umberto Ier, sénateur du royaume d'Italie le 31 mars 1878 et fait partie de la XIIIe législature du gouvernement Cairoli I.
Il décède à Turin le 28 juillet 1900.

### Promotions militaires
- Sous-lieutenant (Sottotenente) (royaume de Sardaigne) (10 septembre 1842)
- Lieutenant (Tenente) (royaume de Sardaigne) (12 septembre 1843)
- Capitaine (Capitano) (royaume de Sardaigne) (7 novembre 1848)
- Major (Maggiore) (royaume de Sardaigne) (25 avril 1859)
- Lieutenant-colonel (Tenente colonnello) (royaume de Sardaigne) (24 juin 1860).
- Colonel (Colonnello) (royaume de Sardaigne) (28 juillet 1861)
- Général de division (Maggiore generale) (20 août 1866)
- Lieutenant général (Tenente generale) (16 mars 1876-27 juin 1895. Date de la retraite)

### Fonctions et titres
- Professeur à l'école d'application de l'artillerie et du génie (15 janvier 1852-20 novembre 1859)
- Directeur des études à l'Académie militaire (8 avril 1863-31 mars 1864 ou 1865)
- Membre du Conseil supérieur de l'éducation militaire et des instituts d'instruction militaire (31 mars 1864-1er octobre 1865).
- Aide de camp honoraire de Sa Majesté le roi (29 décembre 1878)
- Adjudant-général honoraire de Sa Majesté le roi (5 mars 1882)

## Décorations militaires

### Décorations italiennes
- Chevalier grand-croix décoré du grand cordon de l'ordre des Saints-Maurice-et-Lazare - 4 juin 1891
- Chevalier grand-croix décoré du grand cordon de l'ordre de la Couronne d'Italie - 30 mai 1889
- Chevalier de la médaille du Mérite mauricienne de 10 années de carrière militaire
- Médaille commémorant les campagnes des guerres d'indépendance (2 barrettes)
- Médaille commémorative de l'Unité italienne

### Décorations étrangères
- Grand-croix de l'ordre de Charles III d'Espagne (Espagne) - 16 avril 1885
- Grand officier de l'ordre national de la Légion d'honneur (France) - 6 février 1878
- Officier de l'ordre de Léopold (Belgique) - 7 octobre 1863

## Source
- (it) Cet article est partiellement ou en totalité issu de l’article de Wikipédia en italien intitulé « Giovanni Bruzzo » (voir la liste des auteurs).